# Concordancia
La Concordancia fu un'alleanza politica argentina formata nel 1931 dal Partito Democratico Nazionale (partito conservatore di destra), dell'Unione Civica Radicale Antipersonalista (UCRA, partito antipersonalista di centro) e del Partito Socialista Indipendente. Questa alleanza politica governò l'Argentina tra il 1932 e il 1943 durante la cosiddetta década infame, periodo caratterizzato da continui brogli elettorali e una corruzione dilagante. La costituzione di Concordancia fu voluta dal generale Agustín Pedro Justo per sostenere la sua candidatura alla presidenza dopo i due anni di dittatura del generale José Félix Uriburu, il quale era intenzionato ad instaurare in Argentina un regime fascista sul modello italiano. Justo riuscì ad essere eletto e mantenne la carica presidenziale fino al 1938. Tuttavia sussistono ancora oggi seri dubbi riguardo alla legittimità delle elezioni. Durante tutta la sua presidenza, Justo mantenne una politica autoritaria e per certi versi semi-dittatoriale, e molte delle riforme radicali messe in atto nel primo decennio del XX secolo furono revisionate o abrogate del tutto. A Justo succedette Roberto Marcelino Ortiz, esponente dell'UCRA, un partito nato a seguito della scissione fra l'ala destra e l'ala sinistra dell'UCR. Anche durante queste elezioni si manifestarono numerosissimi brogli elettorali, e in alcuni casi si arrivò persino a episodi di intimidazione nei confronti degli elettori che si recavano alle urne. A differenza di Justo, Ortiz mantenne una linea politica più liberale e populista, cercando di ottenere il consenso delle classi operaie. Nel 1942 Ortiz, ormai da tempo molto malato, morì mentre stava ancora in esercizio e la carica di presidente fu assunta dal vicepresidente Ramón Castillo, che fu però deposto in seguito ad un golpe l'anno seguente. A seguito del golpe militare del 1943 Concordancia si sciolse. L'UCRA ed il PDN continuarono invece la loro vita politica, pur diventando ormai due forze politiche sempre più marginale.